# Jože Međimurec
Jože Međimurec (Yugoslavia, 6 de agosto de 1945) es un atleta yugoslavo retirado especializado en la prueba de 800 m, en la que consiguió ser medallista de bronce europeo en pista cubierta en 1970.

## Carrera deportiva
En el Campeonato Europeo de Atletismo en Pista Cubierta de 1970 ganó la medalla de bronce en los 800 metros, con un tiempo de 48.4 segundos, tras el también soviético Aleksandr Bratchikov  (oro con 46.8 segundos) y el español Juan Borroz.